# 세계 무역 센터 (2001년~현재)

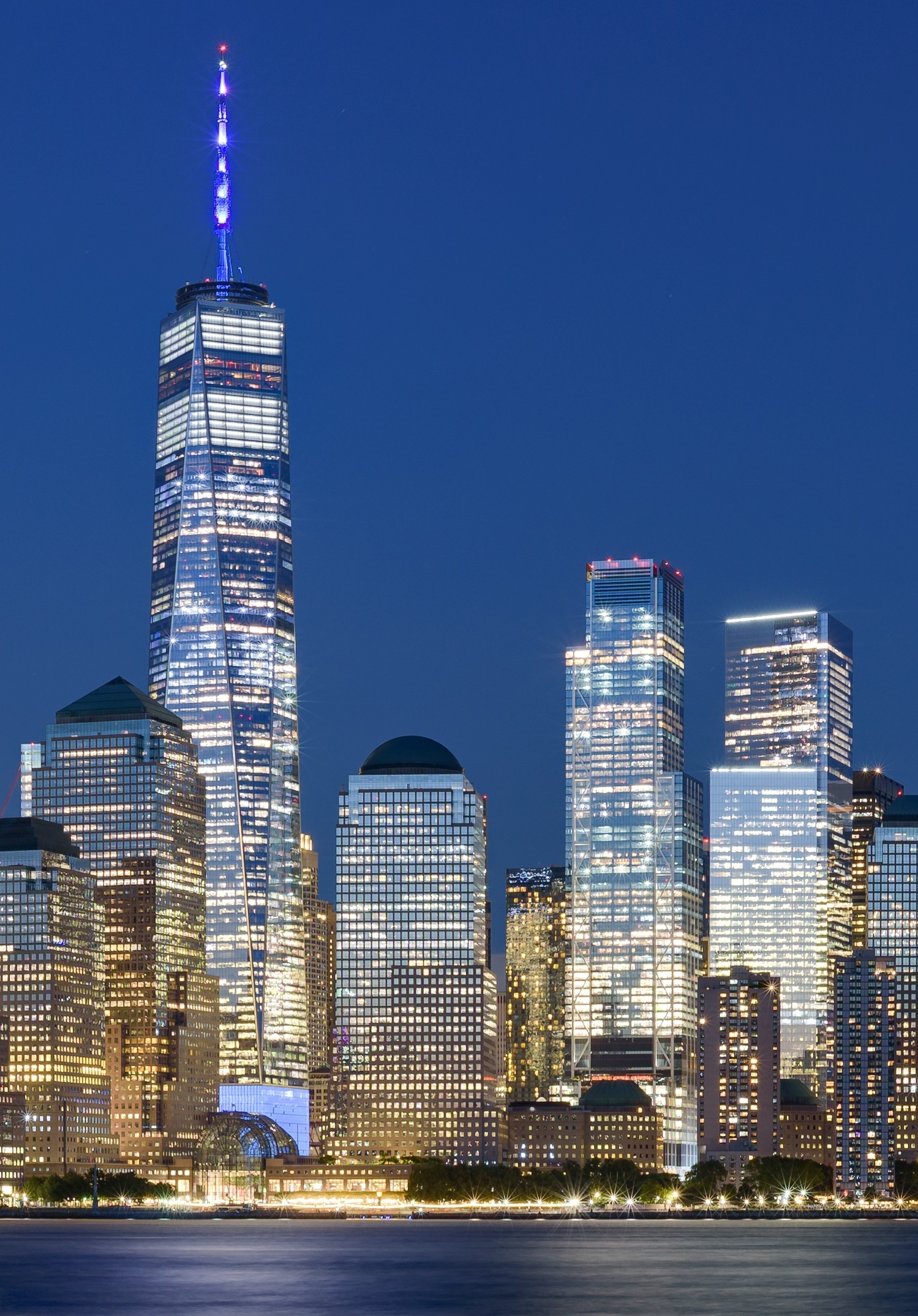
2015년 촬영.
9.11 국가기념박물관은 바닥에 있고 그 옆에는 세계무역센터 1호 청사(가운데)와 7호 청사(오른쪽)가 있다. 맨 오른쪽에서 새 교통 허브의 일부를 볼 수 있다.(1번 빌딩의 왼쪽 뒤편에는 뉴욕 브룩필드 광장이 있으며, 세계 무역 센터의 일부가 아니다.)

세계 무역 센터(World Trade Center, WTC)는 9·11 테러로 파괴되었던 지역에서 원래 있었던 7개의 건물을 대체하여, 미국 뉴욕 맨해튼에 건설 중인 복합 건물이다. 5개의 새로운 건물, 테러로 사망한 사람들을 기리기 위한 공간과 박물관, 그리고 교통의 중심지가 건설되었다.

## 하위 문서
- 1 월드 트레이드 센터
- 2 월드 트레이드 센터
- 3 월드 트레이드 센터
- 4 월드 트레이드 센터
- 5 월드 트레이드 센터
- 7 월드 트레이드 센터